# بوئینس
بوئینس (به لاتین: Bugøynes) یک منطقهٔ مسکونی در نروژ است که در سور-وارانگر واقع شده‌است. بوئینس ۷ متر بالاتر از سطح دریا واقع شده‌است.